# B-Bender
B-Bender est un accessoire de guitare qui permet de tendre de façon mécanique la corde de si pour hausser le son d'un intervalle allant jusqu'à un ton entier (l'équivalent de 2 frettes). Il existe plusieurs conceptions différentes de ce système, mais tous utilisent des leviers ou des poulies à l'intérieur ou à l'extérieur du corps de la guitare, qui sont mis en action par une poussée sur le manche, le corps ou le chevalet de l'instrument. Le son résultant évoque celui d'une guitare pedal steel et ajoute une touche country. Conçu au départ pour la Fender Telecaster, le système B-Bender est maintenant disponible sur beaucoup de guitares électrique à corps plein, et même sur des guitares acoustiques.

## Histoire

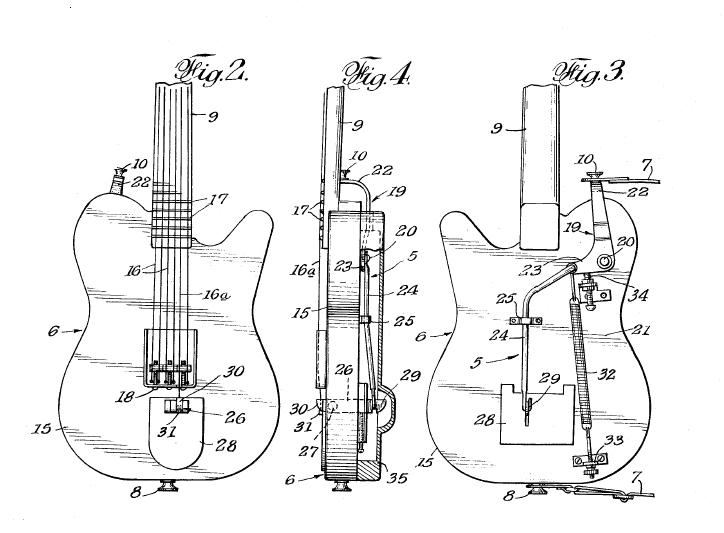
Fig.A : Le premier système de B-Bender a été le Pull-String de Parsons et White

### Modèle de Parsons et White
Le système B-Bender a été inventé en 1967 par les musiciens Gene Parsons et Clarence White de Nashville West et The Byrds. Il a d'abord été appelé le « Parsons/White Pull-String » (littéralement « tire-corde de Parsons et White »), rebaptisé plus tard « StringBender » (litt. « tendeur de corde ») et est maintenant plus connu sous le nom de « B-Bender ». Le prototype originel, mis au point par Parsons (mécanicien et batteur), incluait de multiples éléments pour tendre les cordes de mi, si, sol et ré, mais le guitariste White jugea préférable un unique tendeur pour la corde de si dans la conception définitive.
La corde de si est haussée jusqu'à un ton entier en tirant le manche de la guitare vers le bas. Ce geste imprime une pression sur la sangle qui est attachée à un levier muni d'un ressort bandé à la base du manche. Le bras du levier passe à travers le corps de la guitare et est connecté à la corde de si derrière le chevalet (voir figure A).
La Telecaster de 1956 de White, avec le système Pull-String original, appartient maintenant à Marty Stuart, qui en joue régulièrement.

### Modèle de Warford
Parmi les premiers concepteurs et utilisateurs du système Pull-String, il y a eu Bob Warford, un ami de White et l'un des collègues de celui-ci au sein du groupe Kentucky Colonels. Warford a conçu son système Pull-String au début de 1968, en se fondant sur la modèle de Parsons et White, avec leur accord, et l'a installé sur sa Telecaster. Un peu plus tard, au cours de la même année, Parsons et White ont accordé la licence du StringBender à Leo Fender de la société Fender Musical Instruments Corporation. Fender a revu le concept en vue de simplifier la production en série et a développé un prototype.
Cependant, ce modèle n'a jamais été produit en série. Par la suite, Parsons et White ont accordé la licence de leur système à Dave Evans, qui avait entendu parler du système et avait fait des expérimentations avec son propre modèle. Evans a fabriqué et vendu une version du système Pull-String de 1969 à 1973. Parmi ses clients, il y a eu Albert Lee, John Beland (guitariste de Linda Ronstadt) et le guitariste des Eagles, Bernie Leadon, qui a utilisé son système Pull-String d'Evans sur "Peaceful Easy Feeling.
En 1973, Parsons a commencé à fabriquer et installer le Pull-String lui-même, et l'a rebaptisé « StringBender ». À la longue, il a effectué quelque 2 000 installations pour des guitaristes, y compris Jimmy Page de Led Zeppelin et Ronnie Wood des The Rolling Stones. Il a aussi fourni plusieurs centaines de StringBenders au facteur de guitares japonais Tokai Gakki. En 1989, quand la demande a dépassé ses capacités de production, Parsons a établi un partenariat avec Meridian Green pour externaliser la production des kits d'installation, développer un réseau de boutiques agréées et rédiger un manuel d'instruction pour les installateurs.
Green a aussi contacté de nouveau Fender et le Fender Custom Shop a commencé à produire une Telecaster signature Clarence White équipé du StringBender de Parsons et White. Environ 200 modèles ont été fabriqués et, constatant leur succès, Fender a décidé de produire en série un modèle similaire et l'a baptisé le B-Bender. Parsons et Green ont de nouveau revu la conception de leur système et, en 1996, Fender a commencé la production de la Telecaster Nashville B-Bender, équipée du StringBender de Parsons et Green.

### Modèle de Bowden
Peu de temps après que Clarence White a été tué, Richard Bowden, ancien guitariste de Linda Ronstadt & Dan Fogelberg, s'est joint au groupe de Roger McGuinn (après les Byrds) et a créé son modèle de B-Bender. Les StringBenders étant disponibles uniquement sur Telecaster, Bowden, jouant sur Gibson, a créé un système de levier actionné par la paume de la main droite et fixé à côté du chevalet, à l'endroit où les cordes sont attachées. Il a cédé sa licence à Gibson, qui l'a rétrocédée à Epiphone pour la production. En raison de défauts de fabrication, Epiphone a arrêté la production quand le brevet a expiré dix ans après.
Bowden fabrique maintenant son système dans sa boutique et a amélioré sa conception pour qu'il puisse s'adapter aussi sur les Telecaster, les G&L ASAT Tribute Specials et les Stratocaster, ainsi que sur bon nombre de guitares acoustiques. Son modèle s'appelle le B-Bender de Bowden et est disponible sur son site web. Bowden accepte les commandes personnalisées et relève le défi de pouvoir modifier son système pour qu'il puisse s'adapter sur n'importe quelle guitare.

## Variantes

### Modèle de Borisoff:Hipshot
Le système de B-Bender Hipshot (en), développé par David Borisoff, est également monté sur le cordier de la guitare sans nécessiter une quelconque modification. Un levier se trouve derrière la guitare et repose contre le corps de l'instrumentiste. Le bender est actionné en déplaçant complètement la guitare vers le corps de l'instrumentiste.
Le système Hipshot est utilisé par Will Ray des Hellecasters.

### Modèle de Hennessey

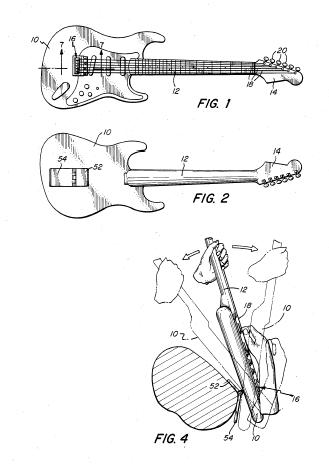
Fig. B : Le modèle de Hennessey peut aussi bien tendre que détendre une corde

Alors que la version du système Hipshot tend la corde, James Hennessey a mis au point une version qui peut aussi bien tendre ou détendre la corde, bien que le montage de ce système requiert une modification du corps de la guitare (voir figure B).

### SystèmeDouble Benders
Le même type de mécanisme peut être appliqué aux autres cordes que celle de si, la corde de sol étant la plus courante. Brad Paisley est l'un des plus fervents promoteurs du G-Bender et utilise un modèle conçu par Charlie McVay.
Le système Double Benders peut tendre les corde de si et de sol, et ce de façon indépendante. La traction de la corde de si s'opère de la même façon que dans le système de Parsons et White, en poussant le manche vers le bas. La traction de la corde de sol utilise par contre un mouvement du manche vers l'extérieur et requiert une lanière attachée à la ceinture de l'instrumentiste.

### Modèle de Glaser

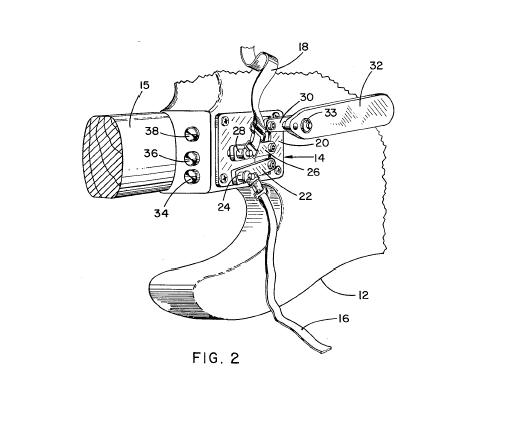
Fig. C : Le système de Glaser peut tendre une, deux ou trois cordes de façon indépendante

Une variante mise au point par Joseph Glaser peut tendre jusqu'à trois cordes de façon indépendante. Comme les Double Benders, 
le système de Glaser met en œuvre une poussée vers le bas du manche de la guitare pour tendre une corde et une poussée vers l'extérieur sur une lanière fixée à la ceinture pour tendre une deuxième corde. La troisième corde (comme, par exemple, la corde de mi grave) nécessite  de tirer le manche vers le corps de l'instrumentiste (voir figure C).
Jimmy Olander, du groupe Diamond Rio, utilise un Double-Benders de Glaser (pour les cordes de si et sol) sur ses instruments, la corde de sol étant actionnée par sa sangle d'épaule et la corde de si par une lanière fixée à sa ceinture. Olander utilise ceux-ci plus pour des enjolivements stylistiques plutôt que pour se rapprocher du son d'une guitare pedal steel. Parmi les utilisateurs notables du système de Glaser, on peut citer Dan Schafer, Ricky Skaggs et Keith Richards.

### Autres modèles
Un autre type de B-Bender est activé par la main droite, comme pour le Bigsby. Au contraire du modèle de Parsons et White, ce type ne requiert aucune modification structurelle du corps de la guitare, et est simplement installé avec quelques vis. Quelques exemples :
- Bigsby Palm Pedal ;
- Hipshot Palm Lever ;
- Duesenberg Guitars Multibender.

Chacun de ces systèmes peut tendre plusieurs cordes en mettant en œuvre différents leviers.